# Scolopopleura unca
Scolopopleura unca är en mångfotingart som beskrevs av Demange 1966. Scolopopleura unca ingår i släktet Scolopopleura och familjen Chelodesmidae. Inga underarter finns listade i Catalogue of Life.